# ثيل
الثِّيل أو النجير أو النِّجيل أو النَّجيل أو عِرْق النَّجِيل والنجم (مورشيندنت في المغرب) أو طحماء أو طحمة أو نجم الصليب أو نجمة أو كزمير أو عبيل (الاسم العلمي Cynodon dactylon)  هو نوع نباتي عشبي معمر ينتمي للفصيلة النجيلية. موطنه الأصلي إفريقية وآسيا وجنوب أوروبا وأستراليا.

## التأقلم والبيئة
تعتبر حشيشة النَجيل المعمر أكثر حشائش الفصيلة النجيلية خطورة. ورغم الاعتقاد بأن الموطن الأصلي للنبات هو المناطق الاستوائية بأفريقيا، فإن مدى النبات يمتد من خط 45 شمالاً حتى خط 45 جنوباً. وهي إحدى الحشائش الرئيسية في محاصيل الذرة القطن وقصب السكر والعديد من المحاصيل الأخرى. وقد سجلت أكثر من 80 دولة هذه الحشيشة كنبات يمثل مشكلة في 40 محصولاً بأراضيها. وعلى رغم هذا، تعد بعض سلالات هذه الحشيشة مفيدة للغاية لرعي الماشية، وبعضها يستخدم للحيلولة دون انجراف التربة، وبعضها الآخر يعطي مروجاً وملاعب رائعة للرياضة والتنزه.
النبات متأقلم مع مدى عريض من أنواع التربة من الرملية حتى الطينية الثقيلة، وإن كان يفضل التربة المتوسطة والثقيلة الرطبة والمطيرة. كما ينمو في التربة القلوية والحامضية على حد سواء ويستطيع الصمود أمام ظروف الفيضان والجفاف.
ويزدهر نبات النَجيل في ضوء الشمس، ويموت بزيادة الإظلال، ويزداد نموه في الفصول الدافئة، ويحقق أقصى نمو متاح على درجة حرارة 38 مئوية، ويضعف النبات حال برودة الجو، كما يتلفه الثليج.
وفي البلدان الاستوائية، يوجد النبات في المناطق من 600 حتى 1800 ملليمتر مطر، ولكنه ينمو أيضاً في المناطق القاحلة على طول القنوات المائية وفي المناطق التي يرويها الإنسان. ويمكن للنبات أن يواجه فترات الجفاف الطويلة، إلا أن إنتاجيته تضعف في الأراضي الجافة.
وفي سريلانكا، تستزرع الحشيشة على حواف البرك بغرض المساعدة على تماسك التربة حولها. وبالقرب من سد روزفلت بأريزونا بالولايات المتحدة تصمد الحشيشة إزاء المياه المرتفعة للفيضانات وتساهم في نفس الوقت في تزويد الماشية بالكلأ عند انخفاض المياه.

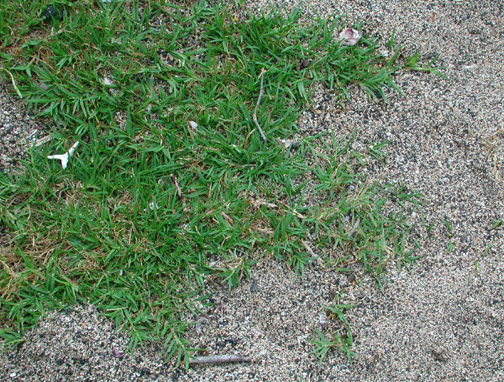
نجيل

## الوصف النباتي
تعمر الحشيشة طويلاً، وتنتشر بالأرئاد التي تنبت منها جذور وينشأ عنها نباتات جديدة، كما تنتشر بالجذامير الخشنة لتكون مرجاً كثيفاً، وعند ترك النبات دون معالجة فقد يصل طوله إلى نصف المتر. وللنبات سنبلة زهرية أرجوانية. وتنمو الحشيشة حالياً في جميع المناطق الاستوائية وشبه الاستوائية، كما تمتد إلى المناطق الدافئة بامتداد السواحل. وينتشر النبات على ارتفاعات متفاوتة، ففي شرق أفريقيا ينتشر من مستوى سطح البحر حتى 2200 متر، وفي هاواي من الشواطئ حتى 1250 مترا.
يندر إنتاج الحشيشة للبذور في معظم بقاع العالم، ولكن قد تستطيع بعض الطرز الحيوية biotypes للحشيشة والأصناف المحسنة منها أن تنتج قدراً جيداً منها كما في أستراليا والهند وجنوب غرب الولايات المتحدة. والبذور ضئيلة الحجم للغاية، فيصل عددها في الكيلوغرام الواحد إلى 4.4 ملايين بذرة. وحين تأخذ الماشية بذور الحشيشة مع طعامها فإنها لا تقوى على هضمها بل قد تتحسن نسبة إنباتها، كما يمكن للبذور أن تظل حية عند غمرها بالماء لمدة تتجاوز الخمسين يوماً.
تعد الجذامير والأغصان الهوائية الرفيعة الزاحفة هي الوسائل الرئيسية في انتشار الحشيشة. ويمكن للأجزاء الخضرية من النبات أن تلصق بالطين في أقدام الأغنام والدواب كما تعلق بمعدات المزرعة، ويمكن لها أن تنتشر أيضاً مع الكتل النباتية العائمة في الأنهار والقنوات المائية. ومن المعروف أن أجزاء النبات الخضرية وكذلك البذور يمكنها الانتقال من ميناء إلى آخر عبر أثقال موازنة السفن وفي مواد الحزم والرزم.
قد تكون جذامير الحشيشة سطحية للغاية، كما قد تتعمق في التربة إلى أكثر من متر. قد يكون هذا التعمق العامل الأساسي في كون النبات حشيشة رائدة في المناطق المهملة والمزروعة، وتقطن العديد من أنواع التربة، ويمكنها العيش في الظروف المتطرفة للجو.
كل برعم واحد للجذمور أو جزء صغير من الجذمور يمكنه أن ينتج ساقاً، وتحتوي هذه السيقان على براعم جانبية تعطي خلفات أو جذامير يحتوي الكثير منها على براعم عميقة يمكنها الإنبات. وشأنها شأن بعض النباتات المعمرة، تخزن الحشيشة المواد النشوية في مواسم معينة. فقبل حلول فصل الشتاء، تتراكم المواد النشوية خلال الخريف وحتى منتصف الشتاء. وتخزن هذه المواد في الجذور والجذامير وتستخدم في الربيع لتعضيد نمو سوق جديدة.
تعد الحشيشة نموذجاً للحشائش المعمرة العتيدة والتي تستطيع أن تسلك نهج الحشائش الحولية. ولا يمكن للنبات أن يعمر تحت الظروف الشديدة من فترات الجفاف الطويلة والرعي الجائر أو الإزالة المكثفة في الزراعة المحصولية. وفي كثير من المناطق تعتبر حشيشة جميع الفصول، لعدم وضوح اختلافها باختلاف الفصول، وطالما توافر الماء.
تنتج أجزاء النبات مركب حمض الهيدروسيانيك السام حين تركها لتذبل تحت بعض الظروف. وتزداد نسبة تلك المادة عقب حدوث الجفاف المصاحب بدرجة حرارة عالية أو عقب الثليج. وقد سجل بالفعل حالات تسمم للماشية والخيول من هذا النوع النباتي.

## الضرر الاقتصادي
تعد حشيشة النَجيل ضمن أخطر ثلاث حشائش في محاصيل قصب السكر في الأرجنتين وكولومبيا والهند وإندونيسيا وباكستان وتايوان، والقطن في اليونان وأوغندا، والذرة في أنغولا وسريلانكا واليونان، وفي المحاصيل المزروعة في كينيا وإندونيسيا والفلبين، وفي كروم العنب في أستراليا واليونان وإسبانيا.
كما أنها حشيشة رئيسية في زراعات قصب السكر في هاواي وجامايكا والمكسيك وبيرو وبورتوريكو وترينيداد والولايات المتحدة، والقطن في فلسطين وكينيا وروسيا والسودان والولايات المتحدة وزامبيا، والذرة الشامية في هاواى وفلسطين وإيطاليا والمكسيك والفلبين ويوجوسلافيا، وفي المحاصيل المنزرعة في الأرجنتين وأستراليا وإثيوبيا وغينيا وكينيا ولبنان والسعودية وروسيا وسويسرا. وفي كروم العنب في الأرجنتين وفرنسا ولبنان والبرتغال وروسيا ويوغوسلافيا.
والنَجيل أيضاً نبات مزعج في عديد من الدول، ويعد بين أخطر ثلاث حشائش في الأرز والخضر والفول السوداني في سريلانكا، والدخان وبنجر السكر في اليونان، والأرز والمطاط في كينيا والفلبين. كما أنه حشيشة رئيسية في الشاي والبن في تنزانيا، والموز والباباظ والأناناس في الفلبين، والفول السوداني في إندونيسيا وفلسطين، والأرز في البرازيل والهند، والذرة الرفيعة في فلسطين وإيطاليا، والشاى والدخان في الهند، ومحاصيل الخضر في البرازيل وكولومبيا وهاواي والهند، والقمح في الهند والأردن، والموز وبساتين الفاكهة في لبنان، والبن والمطاط في أثيوبيا، والشاى وبساتين الفاكهة في روسيا، والأناناس في غينيا. كما أنه حشيشة شائعة الوجود في القلقاس والدخن والكتان في أماكن عديدة من العالم.
ومن المدهش أن صناعة قصب السكر في بعض مناطق هاواي قد ناضلت يوماً من أجل البقاء بسبب غزو هذه الحشيشة. فاستئصال الحشيشة من محصول خلفات القصب أمر بالغ الصعوبة، نظراً لأن بعض جذاميرها تبقى كامنة تحت قواعد نباتات القصب، ثم تستأنف هذه نشاطها بعد حصاد النباتات، وعند توافر الظروف المواتية تغزو محصول الخِلفات اللاحق.
عند استخدام المبيدات في مكافحة الأنواع الحولية للحشائش في كروم العنب وما شابهها، فإن حشيشة النَجيل يجب مراقبتها جيداً، حيث إنه عند إبعاد الأنواع المنافسة لهذا النبات، فقد تصبح له السيادة في المكان، ويصبح عندئذ مشكلة أعقد في التعامل معه.